# Християндемократически съюз (Източна Германия)
Източногерманският „Християндемократически съюз“ е казионна политическа партия в Германската демократична република, просъществувала до 1990 г., когато се влива в „Християндемократическия съюз“.
Началото на партията е поставено на 25 юни 1945 г. Основни фигури при основаването на партията са Якоб Кайзер, Ернст Лемер и Андреас Хермес. Последният е избран за първи председател на съюза. Към август 1945 г. „Християндемократическият съюз“ в Съветската окупационна зона разполага с около 100 хиляди членове, а 2 години по-късно съюзът наброява 218 хил. членове.
Първите конфликти между християндемократите и съветските окупационни власти датират от есента на 1945 г. Причина за това е провежданата от съветските окупационни власти аграрна реформа, на която се противопоставя ръководството на съюза. По заповед на съветските власти от ръководството са отстранени Хермес и Шрайбер. Върху съюза започва да се оказва все по-силен натиск, не се позволява членството в него, не се отпуска нужната за партийната преса вестникарска хартия, започват арести и репресии над симпатизантите на християндемократите.
На 6 септември 1947 г. на Втория партиен конгрес на „Християндемократическия съюз“ Якоб Кайзер заявява, че амбицията на партията му е да представлява „защитна стена срещу догматическия марксизъм и неговите тоталитарни тенденции“. На 20 декември същата година е свалено демократично избраното партийно ръководство, с което се слага край на възможността съюзът самостойно да дефинира своите политически позиции. Позициите на съюза по онова време са най-общо християнсоциалистически, за обединение на Германия и за парламентарно демократична система.
Налагането на социалистическата обществена система в Източна Германия води до маргинализиране на източногерманските християндемократи. В периода 1949 – 1989 г. те са казионна прокомунистическа партия. Партията играе тази роля до извънредния си конгрес от 15 – 16 декември 1989 г., когато източногерманските християндемократи отново се застъпват за пазарно стопанство и обединение на Германия. Малко по-късно партията се влива в западногерманския „Християндемократически съюз“.
Подобно на останалите организации в страната партията е следена стриктно от ЩАЗИ.